# Racopilum magnirete
Racopilum magnirete là một loài rêu trong họ Racopilaceae. Loài này được E.B. Bartram mô tả khoa học đầu tiên năm 1944.